# باشگاه فوتبال بوتان
باشگاه فوتبال بوتان تهران باشگاهی به مدیریت و مربی‌گری پرویز ابوطالب بود که در سال ۱۳۵۱ با خرید امتیاز دیهیم تهران (تیم دوم باشگاه تاج) تأسیس شد.
در سال ۱۳۶۸شمسی با فروش امتیاز خود در  باشگاه فرهنگی ورزشی بانک تجارت  ادغام شد. باشگاه فوتبال بوتان یکی از تیم‌های بازیکن‌ساز در فوتبال ایران بود و بازیکنانی چون محمد دادکان، اکبر میثاقیان، جواد زرینچه، حسن شیرمحمدی و رضا جلولی از آن به تیم ملی ایران راه یافتند.